# Christian Martin Frähn
Christian Martin Joachim Frähn, född 4 juni 1782 i Rostock, död 16 (nya stilen: 28 augusti) 1851 i Sankt Petersburg, var en tysk orientalist och numismatiker.
Frähn utnämndes 1807 till professor i österländska språk vid universitetet i Kazan samt blev 1817 ledamot av Ryska vetenskapsakademin i Sankt Petersburg, överbibliotekarie och direktor för det asiatiska museet där.
Frähn är den egentlige grundläggaren av det vetenskapliga studiet av österländska språk i Ryssland. De viktigaste av hans många arbeten är Antiquitatis muhamedanæ monumenta varia (1820–22), Ibn Fozlans und anderer Araber Berichte über die Rußen älterer Zeit (1823), Recensio numorum muhammedanorum academiæ imperialis scientiarum Petropolitanæ (1826; härtill ett komplement av Dorn, Opuscula posthuma, 1855–77), Sammlung kleiner Abhandlungen, die mohammedanische Numismatik betreffend (1839), med dess fortsättning Neue Sammlung (1844) och Topographische Übersicht der Ausgrabungen von altem arabischen Gelde in Russland (1841).